# Andrei Finonchenko
Andrei Finonchenko (en russe : Андрей Финонченко), né le 21 juin 1982 à Karaganda dans la RSS Kazakhe, est un footballeur international kazakh.

## Biographie

### Sélection
Andrei Finonchenko est convoqué pour la première fois par le sélectionneur national Leonid Pakhomov pour un match amical face à la Pologne le 6 juin 2003. Le 19 février 2004, il marque son premier but en équipe du Kazakhstan lors du match amical face à l'Arménie.
Il compte 17 sélections et 3 buts avec l'équipe du Kazakhstan depuis 2003.

## Palmarès

### En club
- Shakhtyor Karagandy :
  - Champion du Kazakhstan en 2011 et 2012
  - Vainqueur de la Supercoupe du Kazakhstan en 2013

### Récompenses
- Meilleur buteur du Championnat du Kazakhstan en 2003 (18 buts)

## Statistiques

### Statistiques en club
| Saison                | Club                  | Championnat           | Championnat | Championnat | Coupe(s) nationale(s) | Coupe(s) nationale(s) | Supercoupe | Supercoupe | Compétition(s) continentale(s) | Compétition(s) continentale(s) | Compétition(s) continentale(s) | Kazakhstan | Kazakhstan | Total | Total |
| Saison                | Club                  | Division              | M.          | B.          | M.                    | B.                    | M.         | B.         | Comp.                          | M.                             | B.                             | M.         | B.         | M.    | B.    |
| 2000                  | Shakhtyor Karagandy   | Premier-Liga          | -           | -           | 2                     | 0                     | -          | -          | -                              | -                              | -                              | -          | -          | 2     | 0     |
| 2001                  | Shakhtyor Karagandy   | Premier-Liga          | 14          | 0           | -                     | -                     | -          | -          | -                              | -                              | -                              | -          | -          | 14    | 0     |
| 2002                  | Shakhtyor Karagandy   | Premier-Liga          | 8           | 0           | 1                     | 0                     | -          | -          | -                              | -                              | -                              | -          | -          | 9     | 0     |
| 2003                  | Shakhtyor Karagandy   | Premier-Liga          | 32          | 18          | 1                     | 0                     | -          | -          | -                              | -                              | -                              | 1          | 0          | 34    | 18    |
| 2004                  | Shakhtyor Karagandy   | Premier-Liga          | 30          | 8           | 1                     | 0                     | -          | -          | -                              | -                              | -                              | 2          | 1          | 33    | 9     |
| 2005                  | Shakhtyor Karagandy   | Premier-Liga          | 28          | 11          | 1                     | 0                     | -          | -          | -                              | -                              | -                              | -          | -          | 29    | 11    |
| 2006                  | Shakhtyor Karagandy   | Premier-Liga          | 28          | 16          | 6                     | 6                     | -          | -          | CI                             | 2                              | 0                              | 3          | 1          | 39    | 23    |
| 2007                  | Shakhtyor Karagandy   | Premier-Liga          | 26          | 6           | 4                     | 2                     | -          | -          | -                              | -                              | -                              | 4          | 1          | 34    | 9     |
| 2008                  | Shakhtyor Karagandy   | Premier-Liga          | 17          | 6           | 1                     | 5                     | -          | -          | -                              | -                              | -                              | -          | -          | 18    | 11    |
| 2009                  | Shakhtyor Karagandy   | Premier-Liga          | 17          | 5           | 7                     | 4                     | -          | -          | -                              | -                              | -                              | 1          | 0          | 25    | 9     |
| 2010                  | Shakhtyor Karagandy   | Premier-Liga          | 27          | 8           | 5                     | 2                     | -          | -          | C3                             | 2                              | 0                              | 2          | 0          | 36    | 10    |
| 2011                  | Shakhtyor Karagandy   | Premier-Liga          | 22          | 8           | 1                     | 1                     | -          | -          | C3                             | 3                              | 0                              | 1          | 0          | 27    | 9     |
| 2012                  | Shakhtyor Karagandy   | Premier-Liga          | 20          | 6           | 2                     | 1                     | 1          | 0          | C1                             | 2                              | 0                              | -          | -          | 25    | 7     |
| 2013                  | Shakhtyor Karagandy   | Premier-Liga          | 23          | 6           | 5                     | 2                     | 1          | 0          | C1+C3                          | 6+5                            | 1+2                            | 4          | 2          | 44    | 13    |
| 2014                  | Shakhtyor Karagandy   | Premier-Liga          | 26          | 4           | 3                     | 0                     | 1          | 0          | C3                             | 5                              | 2                              | 2          | 0          | 37    | 6     |
| 2015                  | Shakhtyor Karagandy   | Premier-Liga          | 12          | 0           | -                     | -                     | -          | -          | -                              | -                              | -                              | -          | -          | 12    | 0     |
| 2016                  | Shakhtyor Karagandy   | Premier-Liga          | 15          | 2           | 1                     | 0                     | -          | -          | -                              | -                              | -                              | -          | -          | 16    | 2     |
| Total sur la carrière | Total sur la carrière | Total sur la carrière | 346         | 104         | 41                    | 23                    | 3          | 0          | -                              | 25                             | 5                              | 20         | 5          | 435   | 137   |

### Buts en sélection
Le tableau suivant liste les résultats de tous les buts inscrits par Andrei Finonchenko avec l'équipe du Kazakhstan.